# CITEFA Mathogo
El Mathogo (acrónimo de Misil Anti-Tanque Hilo Guiado) es un misil antitanque desarrollado por la ex CITEFA de Argentina (actual CITEDEF), para complementar y finalmente reemplazar a los cañones sin retroceso de 105 mm del Ejército Argentino.

## Descripción
Está fuertemente influido por el misil SS.11 de origen franco-alemán.
El misil fue diseñado para que su caja de transporte sirva de lanzador, incluyendo el misil y los componentes electrónicos necesarios además del cable que desenrolla a través del vuelo para su guía, varios lanzadores pueden ser operados por un solo puesto de mando que cuenta con una palanca de mando y el apuntador se sirve de una bengala que está en la cola del misil para su guía y seguimiento hasta el impacto.
Tiene un cierto parecido con el misil Bantam sueco de la Bofors, que fue comprado en cantidades limitadas por la Armada Argentina, solo que es ligeramente más largo y los primeros modelos tenían un morro puntiagudo. Las descripciones de las imágenes de algunos artículos periodísticos lo han confundido con el Bantam. Su desarrollo se completó a fines de la década de 1970 y diversos reportes afirman que ya no se encuentra en producción.
La ojiva del Mathogo puede penetrar 400 mm de blindaje homogéneo laminado.
El misil entró en servicio en 1978, y es empleado por el Ejército Argentino. El misil ha sido aprobado para su lanzamiento desde el helicóptero Agusta A-109, a pesar de que la precisión del misil se reduce drásticamente cuando es utilizado en este papel.

### Desarrollos relacionados
- CITEFA AS-25K
- CITEFA MP1000 Martín Pescador

### Listas relacionadas
- Anexo:Equipamiento del Ejército Argentino